# Буоналберго
Буоналберго (итал. Buonalbergo) је насеље у Италији у округу Беневенто, региону Кампанија.
Према процени из 2011. у насељу је живело 1332 становника. Насеље се налази на надморској висини од 545 м.

## Становништво
| 1951. | 1961. | 1971. | 1981. | 1991. | 2001. | 2011. |
| ----- | ----- | ----- | ----- | ----- | ----- | ----- |
| 3.085 | 2.622 | 2.227 | 2.035 | 2.082 | 1.938 | 1.824 |